# بوغوميل

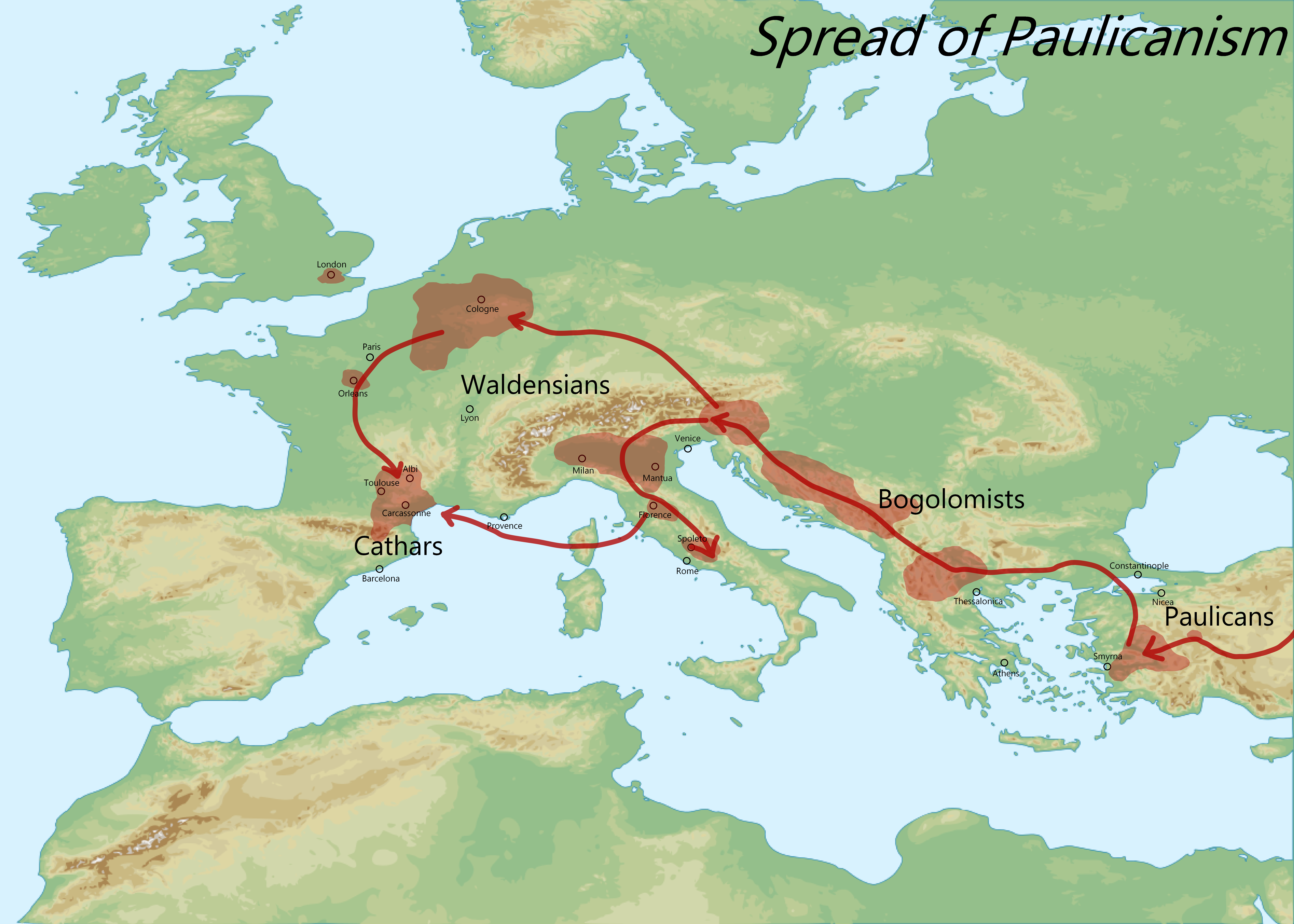
تطور البوغوميلية

حركة بوغوميل (بالبلغارية: Богомилство) هي طائفة غنوصية مسيحية ثنوية، مركبة من حركتي الإصلاح البوليشيانية الأرمينية  والكنيسة الأرثودكسية البلغارية، التي ظهرت في بلغاريا بين 927 و970 وانتشرت داخل الامبراطورية البيزنطية، وروسيا الكييفية، وصربيا، والبوسنة، وكرواتيا، وإيطاليا وفرنسا. ظَهرت هذه الحركة الاجتماعية الدينية المذهبية الغنوصية، الميتة الآن، في زمن ملك بلغاريا بيتر الأول (مايو 927 – 969) كردة فعل ضد الاضطهاد المدني والكهنوتي الذي قامت به الكنيسة البيزنطية ضدهم. ورغم كل ألوان الاضطهاد ظلت قوية وذات شعبية حتى سقوط بلغاريا نهاية القرن الرابع عشر. البوغوميلية هي أبرز الحركات البلغارية المهرطقة الأولى التي ظهرت في الربع الأول من القرن 10. مصطلح "Bogomil" يعني «عزيز على الله» باللغة البلغارية. كانت البوغوميلية ناتج طبيعي لعدة عوامل ظهرت حتى بداية القرن العاشر ميلادي. أنتجت حركة التنصير القسري لشعوب السلاف والبلغار الأصليين على يد تسار بوريس الأول سنة 863، وحقيقة أن الدين كان يمارس أساسا باللغة الإغريقية، التي يتقنها نخبة من القوم فقط، أنتجت مستوياتٍ متفاوتة من فهم الديانة (المسيحية) إذا فهمت أصلا.
عامل مهم آخر في ظهور الحركة كان السخط الاجتماعي لطبقة الفلاحين. بسبب الحروب الدائمة خلال زمن سيميون الأول، والد تسار بيتر الأول ملك بلغاريا، أتلفت الأراضي الزراعية المجاورة للحدود اليونانية (ثرايس)، وترك الناس القاطنين هناك بدون عمل. علاوة على ذلك، كان تغير السلطات والحكومات على هذه الأراضي سبب القلاقل وحالة عدم راحة للفلاحين. باختصار، أولئك الذين كافحوا الكفاح الأكبر بسبب النزاع على الأرض كانوا فلاحي ثرايس (شمال اليونان). أثناء زمن تسار بيتر الأول ملك بلغاريا، كانوا كذلك معرضين لأعلى الضرائب، التي كانت مهلكة لهم. كل هذه العوامل ساهمت في السخط العام للفلاحين بداية القرن 10. علاوة على ذلك، كانت الكنيسة فاسدة للغاية، وأولئك الذين يحاولون إيجاد الراحة داخلها كانوا مُخيَبيْ الآمال جداً وأخفقوا في إيجاد العزاء فيها.
عامل آخر كان هو وجود هرطقات مسيحية أقدم عمراً في الأراضي البلغارية. أكثر الحركات المهرطقة تأثيراً كانت المانوية والبولشيانية، التي أعتبرت شديدة المثنوية. أصل الحركة المانوية هي دين الزرادشتية؛ لأجل ذلك ترتبط البوغوميلية بشكل غير مباشر بالزرادشتية بمعني ثنويتها. السخط الاجتماعي لطبقة الفلاحين وحضور الهرطقات المسيحية القديمة خلقت هرطقة مسيحية جديدة تحت مسمى بوغوميلية.
من الصعب تأكيد إذا ما كان أُخِذَ الاسم من اسم مؤسس الحركة المزعوم، الكاهن بوغوميل، (بالبلغارية: поп Богомил حيث 'поп' [pop] تعني كاهن – أب واسمه Богомил يترجم كـ «عزيز عند الله dear to God») أو أنها تسمى بذلك الاسم بعد أن أُطلق هذا الاسم على كامل المذهب. الكلمة هي ترجمة مباشرة بالسلافية الماسليانية، الاسم السرياني للمذهب طبقاً للإغريقية الإيوخيتية. تم التعرف على حركة البوغوميل باللهجة الماسليانية في الوثائق السلافية من القرن 13. إن تقرير الشخصية والوصايا الحقيقية لأي مذهب قديم مهمة شاقة وعسيرة، على اعتبار أن كل المعلومات التي وصلتنا تأت من أعدائهم. الكثير من الأدب المهرطق إما قد أتلف أو بُدّل (حُرّف) بالكامل، ولكن بعضه نجى في شكل كتابات معدلة أو خلال تقاليد النقل الشفهي. يمكن جمع بعض متعلقات شيعة البوغوميل من المعلومات التي جمعها Euthymius Zygadenus في القرن 12، ومن كتاب الجدل اللاهوتي Against the Newly-Appeared Heresy of the Bogomils الذي كتبه بالسلافية Presbyter Cosmas، وهو موظف بلغاري رسمي من القرن 10. القوائم السلافية القديمة للكتب المحرمة من القرن 15 و16 تقدم لنا كذلك دليلا لاكتشاف هذه الأدبيات المهرطقة والطرق التي وظفها Bogomils ليتابعوا نشر مذهبهم.
يمكن تعلم الكثير من المذاهب المهرطقة العديدة جداً التي ظهرت في كييف روس في القرون الوسطى بعد القرن 11. تعتبر حركة بوغوميل بلاشك الرابط الذي ربط بين ما يسمى بمذاهب الشرق المهرطقة وتلك التي ظهرت في الغرب. يعتبر البوغوميل، فوق كل ذلك، العامل الأكثر حيوية في نشر مثل تلك التعاليم في روسيا وبين كل أمم أوروبا. في القرن 12 و13، عرف أتباع الحركة في الغرب باسم «بولغاري»، وتعني البلغاريون (البُلغار българи). في 1207 ذكر اسم Bulgarorum heresis. في 1223 أعلن Albigenses ليكون the local Bougres، وفي نفس الفترة جرى ذكر «بابا الألبينيين Albigenses الذي يقيم ضمن حدود بلغاريا». كانت طوائف الكاثار والفالديين Patarenes، the Waldenses، the Anabaptists، وفي روسيا the Strigolnili، Molokani وDoukhobors، جميعها في أوقات مختلفة إما كانت تماثل حركة Bogomils أو أنها على صلة قريبة بهم.

## المذهب: العقيدة
من خلال المعلومات المضطربة والغير كاملة المتوفرة، يمكن جمع نتيجة إيجابية واحدة: أن البوغوميل كانوا مُتبنية Adoptionists ومانويون. هم قبلوا تعاليم بولس الزموستي (مدينة زموستا Samosta التركية على الفرات) Paul of Samosata، رغم أنه في فترة متأخرة أعتبر اسم بولس Paul هو نفسه بولس الرسول Apostle؛ ولم تكونا في منأى عن المبدأ الثنوي للغنوصية، وفي مرحلة أكثر تأخراً تماثلت جداً مع تعاليم ماني Mani، أمور قال بها مؤلفين مثل فوتيوس وPetrus Siculus، وآخرون. هم رفضوا مسيحية الكنائس الأرثوذكسية ولم يقبلوا التعاليم الثنوية docetic لبعض المذاهب الأخرى. نجد Karp Strigolnik، الذي وعظ وعلم في القرن 14 تعاليم المذهب في مدينة نوفوغورد Novgorod الروسية (531 كم غرب موسكو، 189 كم عن بطرسبرغ، تأسست سنة 859، الذي قام حاكمها Oleg خليفة Rurik، سنة 882 بأسر مدينة كييف وتأسيس دولة روسيا الكييفية Kievan Rus’)، يقول أن القديس بولس الرسول علّم أنّ الناس السذج يجب أن يوجه بعضهم البعض؛ لذلك فهم ينتخبون «معلميهم» من بينهم ليكونوا قادتهم الروحانيين، ولا وجود هناك لكهنة خاصين.
من المتعارف عليه أن البوغوميل علّموا أن الصلواة يجب أن تتلى في خلوات المنازل، وليس في مبان منفصلة مثل الكنائس. حق رسامة الكاهن كان يعطى من خلال الرعية وليس من خلال أي كاهن معين خصيصاً لذلك الأمر. كانت الرعية هي «الشخص المنتخَب»، وكل عضو كان يمكنه الحصول على كمال المسيح وأن يصبح مسيحاً أو "Chuist". لم يكن الزواج عندهم سراً مقدساً sacrament. يتفق العلماء على أن البوغوميل رفضوا صيام الأثنين والجمعة، ورفضوا الرهبانية monasticism. وكذلك يعتقد أنهم أعلنوا أن المسيح ابناً لله فقط من خلال نعمته وفضله مثل الأنبياء الآخرين، وأن خبز وخمر القربان المقدس الايخرست Eucharist لم يتحول مادياً physically لجسد ودم؛ وأن يوم الحساب سيقوم به الله وليس يسوع؛ وأن تماثيل وصور الصليب هي أوثان وأن تقديس وإجلال القديسين ورفاتهم هي وثنية. هذه العقائد البولسية Pauline doctrines نجت ضمن الشيع الروسية الكبيرة، ويمكن تتبع أثرها رجوعا إلى تعاليم وممارسات البوغوميل. لكن بالإضافة إلى هذه المذاهب ذات المصادر المتبنية (adoptionist هي أقلية مسيحية تؤمن بأن المسيح هو ابن مريم ويوسف وقد ولد بالطريقة الاعتيادية كالبشر، وأن يسوع تبناه adopted الله كابن له "Son of God" بعد المعمودية)، فهي تحمل مبدأ الثنوية المانوي Manichaean (نسبة إلى ماني) لأصل العالم. حفظ هذا جزئيا في بعض أثارهم الأدبية، وتضرب بجذورها في عقائد وتقاليد البلغاريين والأمم الأخرى بواسطة أتباع حركة البوغوميل الحقيقيين.
العمل الأدبي الرئيسي لكل المذاهب المهرطقة خلال العصور كانت تلك النصوص الكتابية الأبوكريفية المنقولة شفهيا، وباباوات أرميا popes Jeremiah أو Bogumil الذين يذكرون مباشرة كمؤلفين لمثل هذه الكتب المحرمة «التي لا يجرؤ أرثوذكسي على قراءتها». مع أن تلك الكتابات غالباً ما تكون من نفس مصدر تلك القوائم الأقدم للكتب الأبوكريفية، لقد تعرضت تلك الكتابات للتعديلات على أيد كتابها البوغوميل، لتكون مفيدة لنشر معتقداتهم المحددة. بهذا الشكل البسيط والجذاب – واحد كل مرة كان مفوضاً للكاتب المقدس حسن السمعة – نظرتهم لخلق العالم والإنسان؛ أصل الخطيئة والخلاص، الجنة والنار، كانت مدرجة إما في «كتب مقدسة مكتوبة بشكل تأريخي Historiated Bibles» (Palcyaf) أو على شكل حوار خاص بين المسيح وحوارييه، أو بين آباء الكنيسة المشهورين الذين فسروا وجهات النظر هذه بشكل مبسط يتماشى مع فهم الشعب (Lucidaria).
يعتقد البوغوميل أن الله عنده إبنان، الأكبر ستانئيل Satanil والأصغر ميكائيل Michael. تمرد الأبن الأكبر على الأب فأصبح روح الشر. بعد سقوطه قام بخلق السموات السفلى والأرض وحاول عبثاً خلق بشر؛ في النهاية توسّل لله من أجل الروح Spirit. بعد أن خلق آدم أباح له حرث الأرض شرط أن يسلّم نفسه وذريته لمالك الأرض. عندها أرسل ميكائيل في شكل إنسان؛ وأصبح يشبه يسوعاً، وكان قد «أُنتخِب elected» من قِبل الله بعد التعميد في (مياه نهر) الأردن. عندما ظهر الروح القدس Holy Ghost (ميكائيل مرة أخرى) على شكل حمامة امتلك يسوع القوة لأن يكسر الميثاق أو العهد الذي كان على شكل ألواح من الطين (هيروغليفية) الذي أخذه ستانئيل من آدم. أصبح الآن الملاك ميكائيل في صورة بشرية؛ كما أنه هزم ستانئيل، وسلب منه اللاحقة -ئيل -il التي تعنى الله، التي تكمن قوته فيها. فتحول Satanail إلى Satan شيطان. من خلال دسائسه ومكائده، حدث الصلب crucifixion، وكان الشيطان هو مؤسس الطائفة الأرثوذكسية بكلها وكليلها، مع كنائسها، وحللها وأثوابها، طقوسها، قرابينها المقدسة وصيامها، مع نساكها ورهبانها. هذا العالم كان من صنع الشيطان وكان على الشخص «الكامل perfect» أن يتجنب متعه وملاهيه.
إلا أن البوغوميل لم ينصرفوا لأن يوصوا بالتقشف والزهد asceticism. لقد حافضوا على «صلاة الرب Lord’s Prayer» بتبجيل عظيم كسلاح ماض ضد الشيطان Satan، وكان لديهم عدد من الرقى conjurations ضد «الأرواح الشريرة». كل طائفة لديها «رسلها» الأثنى عشر، وأمرأة يجب أن ترفع لمرتبة «مختارة elect». يرتدي البوغوميل أثواب أو أردية مثل الرهبان المتسولون mendicant friars وكانوا يعرفون بالمبشرين المتحمسين keen missionaries، متنقلين في طول البلدان وعرضها لنشر معتقداتهم. شفوا المرضى وأخرجوا الأرواح الشريرة، قاوموا دولا عديدة ونشروا أدبياتهم الأبوكريفية خالطينها ببعض كتب العهد القديم التي تؤثر بشكل عميق في الروح الدينية للأمم، وتؤهلهم لحركة الإصلاح Reformation التي قامت في القرن 16. قبلوا الأناجيل الأربعة Gospels، رسائل بولس Paul الإنجيلية الأربع عشرة، رسائل يوحنا John الثلاثة، يعقوب James، يهوديت Jude، والرسالة إلى اللوديسينيين Laodiceans، الذين أعلنوا امتلاكها. لقد نثروا بذور أعمال أدبية دينية غنية ورائجة في الشرق كما في الغرب. Historiated Bible، Letter from Heaven، Wanderings through Heaven and Hell، أساطير آدم والصليب الكثيرة العدد، الشعر الديني لـ"Kaliki perehozhie" وأعمال وإنتاجات أدبية مشابهة أخرى يدينون في انتشارها للمد الكبير لنشاط البوغوميل في بلغاريا، وخلفائهم في بلدان أخرى.
جوهر الحركة البوغوميلية Bogomilism هي الثنوية duality في خلق العالم. هذا هو حرفياً السبب في اعتبارها مهرطقة Heresy. فسّر البوغوميل الحياة الجسمانية الأرضية الآثمة كخلق للشيطان، كملاك أرسل للأرض. بسبب هذه الثنوية، استخف مذهبهم بكل شيء خلق من ولأجل أهداف ماديّة ولا تنشأ من الروح، الشيء الوحيد المقدس الذي يمتلكه البشر. لذلك، قامت البوغوميلية بتقويض الكنيسة الرسمية، الدولة، والتسلسل الكهنوتي تدريجياً. رفض أتباع الحركة دفع الضرائب، العمل في الرق (عبودية الأرض serfdom)، والقتال في حروب الفتح. كان النظام الإقطاعي الاجتماعي مهملا، الذي من جهته، كان يعتبر كاقتراح للفوضى ودافع لدمار الدولة والكنيسة، على يد أسلافها، الأمر الذي أدى بالنهاية لأستإصال شأفة حركة البوغوميل.

## تاريخ
أفضل مصادرنا عن البوغوميل هو كتابPanoply للمؤلف Euthymius Zigabenus، الذي وصل إلى محاكمة البوغوميل التي أقامها الأمبراطور Alexios I Komnenos. وفقا للوثائق السلافية، كان مؤسس هذا المذهب هو راهب معروف اسمه Bogumil الذي «تشرب التعاليم المانوية وازدهر زمن الإمبراطور البلغاري Peter» (927-968). وفقا لمصدر آخر، كان المؤسسين أربعة يدعون Jeremiah (أو كان هناك كاهن آخر مشترك معهم عرف باسم Jeremiah). كانت هذه بداية انتعاش المذهب الي أثبت إخلاصه للإمبراطور. تجمع المصادر السلافية على النقطة التي تقول أن تعاليم البوغوميل كانت مانوية. يضيف Synodikon من السنة 1210 أسماء تلاميذه أو «رسله»، Mihail، Todur، Dobri، Stefan، Vasilie وPeter.
حمل المبشرون المتحمسين تعاليمهم لمسافات بعيدة وخاضوا أراض شاسعة. في 1004، لم تكد تمض 25 سنة منذ أن قُدِّمت المسيحية لروسيا الكييفية، فنسمع عن الكاهن Adrian يُعلّم نفس التعاليم التي كان يُعلِّمها البوغوميل. لقد كان سجينا لدي Leontius، أسقف كييف. في 1125، اشتبكت الكنيسة في جنوب روسيا مع مبتدع سُمى Dmitri. حاولت الكنيسة في بلغاريا كذلك إبادة البوغوميلية. ذهب الآلاف في جيش الأمبراطور Alexios I Komnenos ضد النورمان Norman، Robert Guiscard؛ ولكن، بخيانة الإمبراطور، ألقي العديد منهم في السجون (1085)، بذلت الجهود مرة أخرى لأجل هدايتهم

## تحويلهم عن معتقداتهم
ولتحويل المدينة الجديدة Alexiopolis التي بنيت معاكسة لمدينة Philippopolis. عندما استولى الصليبيون على مدينة القسطنطينية Constantinople (1204)، وجدوا بعض البولسيين Paulicians، الذين دعاهم المؤرخ Geoffrey of Villehardouin باسم Popelicans. لم ينس البابوات في روما أثناء قيادتهم للحملات الصليبية ضد Albigenses (حركة الكاثار) نظرائهم في البلقان وأوصوا بإبادة الهرطقات. تكشف أسطورة القديس جيرارد Gerard أن أتباع الحركة البوغوميلية البلغارية كانوا موجودين في بداية القرن 11 في ضل مُلك Ahtum، التي تشمل اليوم منطقة Banat (بين رومانيا وصربيا وهنغاريا اليوم، كلمة panat أو banate من السلافية وتعني سيد أو حاكم). لقد تضرعوا ليوريل Uriel אוּרִיאֵל (نور الله) أحد رؤساء الملائكة (وهو من أسماء لوسفير Lucifer إبليس حامل النور)، الذي شاع اسمه علي التمائم amulets وفي الطقوس السحرية. انتشر البوغوميل غربا واستقروا في صربيا أولاً؛ لكن بنهاية القرن 12 قام ملك صربيا ستيفان نيمانيا Stefan Nemanja بأحراقهم، واضطهادهم ونفيهم من البلاد. أعداد كبيرة منهم إتخذوا من البوسنة ملجأً، حيث عرفوا هناك تحت اسم باتارين Patarenes أو Patareni أي ضالين. وهناك، أقدموا على الاتصال بالكنيسة المحلية البوسنية، التي كانت تعتبر مهرطقة في نظر البابا والبيزنطيين، ولكنها لم تكن بوغوميلية في طبيعتها. انتشر نفوذهم من البوسنة إلى إيطاليا (Piedmont).
لجأ الهنغاريون للعديد من الصليبيين ضد المهرطقين في البوسنة، لكن بنهاية القرن 15، انتهى غزو تلك البلاد بأن وضع الترك نهاية لاضطهادهم. يزعم أن عددا كبيرا من البوسنيين الباتارنة (الضالين) اعتنقوا الإسلام، وخصوصا النبلاء منهم. كما نجت فرقة قليلة من بقايا الحركة البوغوميلية في البوسنة. كتبت الطقوس بالسلافية بواسطة الحرف الرادوسلافي البوسني Bosnian Radoslav، ونشرت في المجلد رقم 15 من Starine of the South Slavonic Academy at Agram، سنة 1870، مظهرة تشابها عظيما بينها وبين طقوس الكاثار التي نشرها Cuntiz سنة 1853. في 970 نقل الإمبراطور John I Tzimiskes عدد لا يقل عن 200,000 بوليشياني أرميني إلى أوروبا وأسكنهم ضواحي مدينة Philippopolis (Plovdiv الحالية في Thrace). عاش البوليشيان الأرمن، تحت ظل الحكم التركي، في أمان نسبي في حصنهم العتيق قرب فيليبوبوليسPhilippopolis، وشمالها أيضاً. لغويا، كانت لهجتهم تدغم في اللغة البلغارية، على لسان الذين يدعون pavlikiani.
في 1650، جمعتهم الكنيسة الرومانية الكاثوليكية تحت جناحها. اعتنقت عدد من القرى، لا يقل عن أربعة عشر قرية، قرب Nicopolis، في Moesia، الكاثوليكية، كما فعلت القرى حول مدينة Philippopolis. تبعت مستعمرة البوليشيان في قرية Wallachian من قضاء Cioplea قرب بوخارست، مثال إخوانهم على مدى الدانوب. في القرن 18، تعرض الشعب البوليشياني حول Nicopolis للأضطهد على يد الأتراك، يفترض أنه كان على خلفية دينية، حيث هرب عدد كبير منهم عبر الدانوب وحطوا رحالهم في منطقة بانات Banat التي كانت جزءاً من الامبراطورية النمساوية في ذلك الوقت، وأصبحوا يعرفون باسم (البلغار البانات Banat Bulgarians) لا يزال يعيش اليوم أكثر من عشرة الآف من البلغار البانات في منطقة Banat اليوم في قرى Dudeştii Vechi، Vinga، Breştea وكذلك في مدينة Timişoara، وعدد قليل في Arad؛ على كل، هم لم يعودوا يمارسون ديانتهم، وتحولوا إلى الكاثوليكية الرومية. كذلك يوجد هناك القليل من قرى البوليشيان في الجزء الصربي من Banat، خصوصاً قرى Ivanovo وBelo Blato، قرب Pančevo.

## الثقافة المعاصرة والشعبية
في الحبكة الروائية لرواية Foucault's Pendulum، يقدم الروائي الإيطالي أومبرتو إكو مؤامرة خفية وواسعة الانتشار أسهمت في اختفاء البوغوميل بعد سقوط الامبراطورية البلغارية الثانية تحت حكم الامبراطورية العثمانية. فيلم «الكتاب السري» هو فيلم رئيسي مقدوني مميز يجمع الأنواع الأدبية من خيال نظرية المؤامرة والرعب والتحقيقات، قائم على قصة روائية أسطورية تدور حول البحث عن اللغة السلافية الأصلية «الكتاب السري»، كتبه البوغوميل في بلغاريا وحملوه معهم إلى أوروبة الغربية خلال العصور الوسطى. ظهر في تقارير عن البوغوميل للكنيسة الكاثوليكية مصطلح تجذيف الإنجليزي واسم الجريمة. ظهرت الكلمات "bugger" و"buggery" على غرار الكلمة الفرنسية "bouger" من "Bulgar" (البلغار Bulgarians)، التي فهمت على أنها تعني البوغوميل Bogomils، الذين كانوا يظنون أنهم يمارسون السدومية. ظهرت كلمة «Buggery تعني اللواط» أول مرة في اللغة الإنجليزية سنة 1330، رغم أن «bugger اللوطيّ» كمدلول جنسي لم تسجل حتى سنة 1555. سمي ممر/كهف بوغوميل (Bogomil Cove) على جزيرة Rugged Island ضمن جزر شتلاند الجنوبية، في القارة المتجمدة الجنوبية على اسم الكاهن بوغوميل.